# Michał Walczak
Michał Walczak, né en 1979 à Sanok, est un dramaturge et metteur en scène polonais.

## Vie
Michał Walczak commence des études de commerce dans la prestigieuse École des hautes études commerciales de Varsovie, qu'il abandonne rapidement pour entrer en 1999 à l'Académie de théâtre Alexandre Zelwerowicz. Il vit et travaille toujours à Varsovie.

## Œuvres
- Nieznajomi, 2000
- Podróż, 2000
- Dwóch, 2001
- Piaskownica, publié dans la revue Dialog, 2/2002
- Podróż do wnętrza pokoju (Voyage à l’intérieur d’une chambre), publié dans l’anthologie Pokolenie Porno, Cracovie, 2003
- Dziwna rzeka, publié dans la revue Dialog, 6/2003
- Kopalnia, publié dans la revue Dialog, 8/2004
- Pierwszy raz (La première fois), publié dans l’anthologie Echa-repliki-fantazmaty, Księgarnia Uniwesytecka, 2004
- Biedny Ja, Suka i Jej Nowy Koleś (Pauvre de moi, la chienne et son nouveau mec), 2005
- Polowanie na łosia, 2009
- Amazonia, publié dans l'anthologie Podróż do wnętrza pokoju, Panga Pank, 2009

### Œuvres traduites en français
- Voyage à l’intérieur d’une chambre, traduction de Marcin Latallo, Maison Antoine Vitez, 2004  (ISBN 978-2-35780-025-0)
- La première fois, traduction de Kinga Joucaviel, presses universitaires du Mirail, 2007  (ISBN 978-2-85816-907-8)
- Pauvre de moi, la chienne et son nouveau mec, traduction de Sarah Cillaire et Monika Próchniewicz, L'Espace d'un instant, 2011  (ISBN 978-2-915037-62-3)